# Jules Martin
Pour les articles homonymes, voir Martin (nom de famille).
Jules Martin, né le 27 février 1824 à Vevey et mort le 21 mai 1875 à Genève, est un avocat et une personnalité politique suisse.

## Biographie
De confession protestante, originaire de Grandson, Jules Martin est le fils d'Henri François Martin. Il épouse Fanny Franel. Après des études de droit à l'académie de Lausanne entre 1842 et 1845, il obtient son brevet d'avocat en 1849. Substitut du procureur général à Vevey entre 1846 et 1850, puis avocat à Lausanne entre 1850 et 1860, il est en parallèle suppléant du Tribunal fédéral de 1854 à 1872. Jules Martin s'installe à Genève en 1860 ; il y dirige durant plusieurs années une succursale des cigares Rinsoz & Ormond (de). Il est en outre membre du comité de l'Union suisse du commerce et de l'industrie de 1870 à 1872 et major d'infanterie dans l'Armée suisse.

### Carrière politique
Jules Martin, membre du Parti radical-démocratique, est député au Grand Conseil vaudois de 1849 et 1860. Il en est le président en 1850, 1852, 1853, 1855 et 1857. Il est en parallèle Conseiller aux États du 1er décembre 1851 au 1er mai 1852 et Conseiller national du 4 décembre 1854 au 2 décembre 1860 ; il en est le président en 1856. Élu au Conseil d'État en 1858, il refuse son élection,,.